# Élections générales

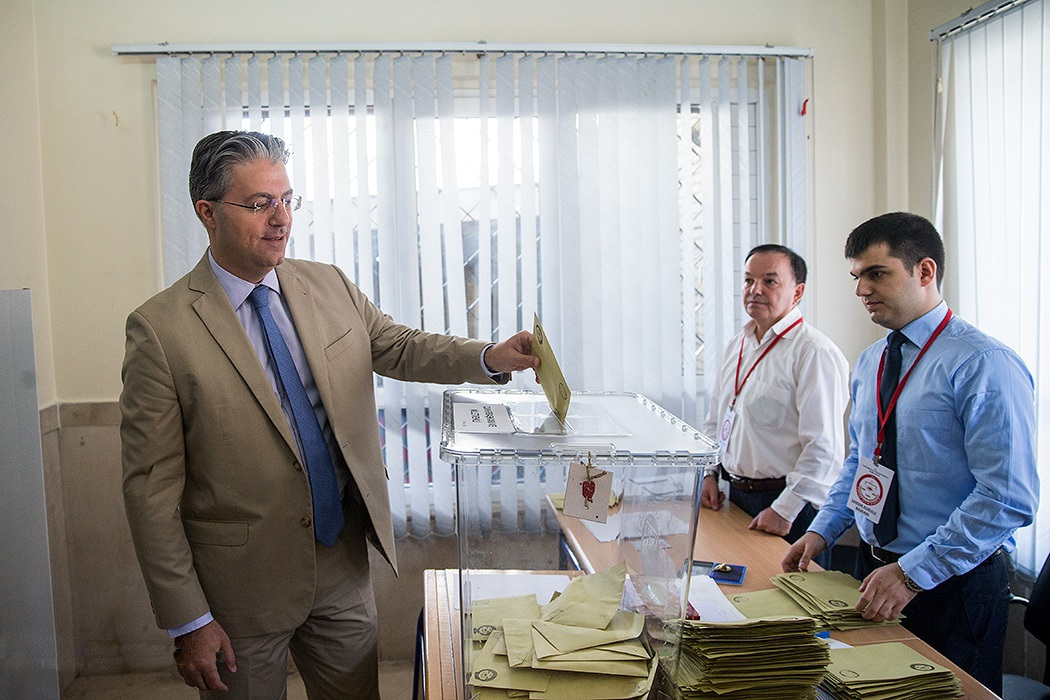
Élection turque de 2018, à Téhéran.

Les élections générales peuvent désigner :
- un ensemble d'élections qui se déroulent simultanément pour élire différents postes politiques. Par exemple, les élections aux Philippines qui permettent aux électeurs de voter le même jour pour : le président et le vice-président de la République des Philippines, les membres des deux chambres du Congrès, les gouverneurs et vice-gouverneurs des provinces, et les maires, les vice-maires et leurs conseillers des différentes villes et municipalités. En Australie, ces élections s'appellent élections fédérales.
- les élections de la chambre basse ou la chambre unique du parlement, il s'agit généralement de pays ayant un système de Westminster. Dans ce cas il est synonyme en français d'élection législative.

Le tableau suivant répertorie tous les pays en indiquant pour chacun s'il comporte des élections générales au sens d'élections simultanées (S) dans ce cas les élections qui se déroulent simultanément sont aussi indiquées par un S ou au sens d'élection législative (L).
| Pays                             | Élections générales     | Élections présidentielles | Élections législatives nationales | Élections législatives nationales | Élections régionales/provinciales | Élections municipales/locales | Élections supranationales : Parlement européen parlement centraméricain parlement andin |
| Pays                             | Élections générales     | Élections présidentielles | Chambre haute                     | Chambre basse                     | Élections régionales/provinciales | Élections municipales/locales | Élections supranationales : Parlement européen parlement centraméricain parlement andin |
| -------------------------------- | ----------------------- | ------------------------- | --------------------------------- | --------------------------------- | --------------------------------- | ----------------------------- | --------------------------------------------------------------------------------------- |
| Afghanistan                      | non                     | x                         | x                                 |                                   |                                   |                               |                                                                                         |
| Afrique du Sud                   | S                       |                           | S                                 | S                                 |                                   |                               |                                                                                         |
| Albanie                          | non                     | x                         |                                   | x                                 |                                   | x                             |                                                                                         |
| Algérie                          | non                     | x                         |                                   | x                                 |                                   |                               |                                                                                         |
| Allemagne                        | non                     | x                         |                                   | x                                 | x                                 |                               |                                                                                         |
| Andorre                          | non                     |                           |                                   | x                                 |                                   |                               |                                                                                         |
| Angola                           | non                     | x                         |                                   | x                                 |                                   |                               |                                                                                         |
| Antigua-et-Barbuda               |                         |                           |                                   | x                                 |                                   |                               |                                                                                         |
| Arabie saoudite                  |                         |                           |                                   |                                   |                                   | x                             |                                                                                         |
| Argentine                        | non                     | x                         |                                   | x                                 | x                                 |                               |                                                                                         |
| Arménie                          | non                     | x                         |                                   | x                                 |                                   |                               |                                                                                         |
| Australie                        | S                       |                           | S                                 | S                                 |                                   | x                             |                                                                                         |
| Autriche                         | non                     | x                         |                                   | x                                 | x                                 | x                             | x                                                                                       |
| Azerbaïdjan                      | non                     | x                         |                                   | x                                 |                                   | x                             |                                                                                         |
| Bahamas                          | L                       |                           |                                   | x                                 |                                   |                               |                                                                                         |
| Bahreïn                          | L                       |                           |                                   | x                                 |                                   |                               |                                                                                         |
| Bangladesh                       | L                       |                           |                                   | x                                 |                                   |                               |                                                                                         |
| Barbade                          | L                       |                           |                                   | x                                 |                                   |                               |                                                                                         |
| Belgique                         | non                     |                           | x                                 | x                                 | x                                 | x                             | x                                                                                       |
| Belize                           | L                       |                           |                                   | x                                 |                                   | x                             |                                                                                         |
| Bénin                            | non                     | x                         |                                   | x                                 |                                   |                               |                                                                                         |
| Bhoutan                          | non                     |                           | x                                 | x                                 |                                   | x                             |                                                                                         |
| Biélorussie                      | non                     | x                         |                                   | x                                 |                                   |                               |                                                                                         |
| Birmanie                         | non                     |                           | x                                 | x                                 |                                   |                               |                                                                                         |
| Bolivie                          | S                       | S                         | S                                 | S                                 |                                   |                               | ?                                                                                       |
| Bosnie-Herzégovine               | S                       | S                         |                                   | S                                 |                                   |                               |                                                                                         |
| Botswana                         | L                       |                           |                                   | x                                 |                                   | x                             |                                                                                         |
| Brésil                           | S                       | S                         |                                   | S                                 |                                   | x                             |                                                                                         |
| Brunei                           | Pas d'élection récentes | x                         |                                   | x                                 |                                   |                               |                                                                                         |
| Bulgarie                         | non                     | x                         |                                   | x                                 |                                   | x                             | x                                                                                       |
| Burkina                          | non                     | x                         |                                   | x                                 |                                   | x                             |                                                                                         |
| Burundi                          | non                     | x                         |                                   | x                                 |                                   |                               |                                                                                         |
| Cambodge                         | L                       |                           |                                   | x                                 |                                   |                               |                                                                                         |
| Cameroun                         | non                     | x                         | x                                 | x                                 |                                   | x                             |                                                                                         |
| Canada                           | non                     |                           | x                                 |                                   | x                                 | x                             |                                                                                         |
| Cap-Vert                         | non                     | x                         |                                   | x                                 |                                   |                               |                                                                                         |
| Centrafrique                     | S                       | S                         |                                   | S                                 |                                   |                               |                                                                                         |
| Chili                            | non                     | x                         |                                   | x                                 |                                   | x                             |                                                                                         |
| Chine                            | pas d'élection          |                           |                                   |                                   |                                   |                               |                                                                                         |
| Chypre                           | non                     | x                         |                                   | x                                 |                                   | x                             | x                                                                                       |
| Colombie                         | non                     | x                         | x                                 | x                                 | x                                 |                               | ?                                                                                       |
| Comores                          | non                     | x                         |                                   | x                                 |                                   |                               |                                                                                         |
| Congo                            | non                     | x                         |                                   | x                                 |                                   |                               |                                                                                         |
| République démocratique du Congo | non                     | x                         | x                                 | x                                 | x                                 |                               |                                                                                         |
| Îles Cook                        | L                       |                           |                                   | x                                 |                                   |                               |                                                                                         |
| Corée du Nord                    | non                     |                           |                                   | x                                 |                                   |                               |                                                                                         |
| Corée du Sud                     | non                     | x                         |                                   | x                                 |                                   |                               |                                                                                         |
| Costa Rica                       | S                       | G                         |                                   | G                                 |                                   |                               |                                                                                         |
| Côte d'Ivoire                    | non                     | x                         |                                   | x                                 |                                   | x                             |                                                                                         |
| Croatie                          | non                     | x                         | x                                 | x                                 |                                   | x                             | x                                                                                       |
| Cuba                             | oui                     |                           |                                   | x                                 | x                                 | x                             |                                                                                         |
| Danemark                         | non                     |                           |                                   | x                                 | x                                 | x                             | x                                                                                       |
| Djibouti                         | non                     | x                         |                                   | x                                 | x                                 | x                             |                                                                                         |
| République dominicaine           | S                       | x                         | S                                 | S                                 |                                   | S                             |                                                                                         |
| Égypte                           | non                     | x                         | x                                 | x                                 |                                   |                               |                                                                                         |
| Équateur                         | S                       | S                         |                                   | S                                 |                                   |                               | ?                                                                                       |
| Érythrée                         | pas d'élection récente  |                           |                                   |                                   |                                   |                               |                                                                                         |
| Espagne                          | S                       |                           | S                                 | S                                 | x                                 | x                             | x                                                                                       |
| Estonie                          | non                     |                           |                                   | x                                 |                                   |                               | x                                                                                       |
| États-Unis                       | S                       | x                         | x                                 | x                                 | x                                 | x                             |                                                                                         |
| Éthiopie                         | S                       | x                         |                                   | S                                 | S                                 | x                             |                                                                                         |
| Fidji                            |                         |                           |                                   | x                                 |                                   |                               |                                                                                         |
| Finlande                         | non                     | x                         |                                   | x                                 |                                   | x                             | x                                                                                       |
| France                           | non                     | x                         | x                                 | x                                 | x                                 | x                             | x                                                                                       |
| Gabon                            | non                     | x                         |                                   | x                                 |                                   |                               |                                                                                         |
| Gambie                           | non                     | x                         |                                   | x                                 |                                   |                               |                                                                                         |
| Géorgie                          | non                     | x                         |                                   | x                                 |                                   | x                             |                                                                                         |
| Ghana                            | non                     | x                         |                                   | x                                 |                                   |                               |                                                                                         |
| Grèce                            | non                     | x                         |                                   | x                                 | x                                 | x                             | x                                                                                       |
| Grenade                          | L                       |                           |                                   | x                                 |                                   |                               |                                                                                         |
| Guatemala                        | S                       | S                         |                                   | S                                 |                                   | S                             | S                                                                                       |
| Guinée                           | non                     | x                         |                                   | x                                 |                                   |                               |                                                                                         |
| Guinée-Bissau                    | non                     | x                         |                                   | x                                 |                                   |                               |                                                                                         |
| Guinée équatoriale               | non                     | x                         |                                   | x                                 |                                   |                               |                                                                                         |
| Guyana                           | S                       | S                         |                                   | S                                 |                                   |                               |                                                                                         |
| Haïti                            | S                       | S                         | S                                 | S                                 |                                   |                               |                                                                                         |
| Honduras                         | S                       | S                         |                                   | S                                 |                                   | S                             | S                                                                                       |
| Hongrie                          | non                     |                           |                                   | x                                 |                                   |                               | x                                                                                       |
| Inde                             | non                     |                           |                                   | x                                 | x                                 | x                             |                                                                                         |
| Indonésie                        | non                     | x                         | x                                 | x                                 | x                                 |                               |                                                                                         |
| Irak                             | non                     | ?                         |                                   | x                                 |                                   |                               |                                                                                         |
| Iran                             | non                     | x                         |                                   | x                                 |                                   | x                             |                                                                                         |
| Irlande                          | L                       | x                         |                                   | x                                 |                                   | x                             | x                                                                                       |
| Islande                          | non                     | x                         |                                   | x                                 |                                   | x                             |                                                                                         |
| Israël                           | non                     | x                         |                                   | x                                 |                                   |                               |                                                                                         |
| Italie                           | S                       | x                         | S                                 | S                                 | x                                 |                               | x                                                                                       |
| Jamaïque                         | L                       |                           |                                   | x                                 |                                   |                               |                                                                                         |
| Japon                            | non                     |                           | x                                 | x                                 | x                                 | x                             |                                                                                         |
| Jordanie                         | non                     |                           |                                   | x                                 |                                   | x                             |                                                                                         |
| Kazakhstan                       | non                     | x                         |                                   | x                                 |                                   |                               |                                                                                         |
| Kenya                            | S                       | S                         | S                                 | S                                 | S                                 | S                             |                                                                                         |
| Kirghizistan                     | non                     | x                         |                                   | x                                 |                                   |                               |                                                                                         |
| Kiribati                         | non                     | x                         |                                   | x                                 |                                   |                               |                                                                                         |
| Koweït                           | non                     |                           |                                   | x                                 |                                   |                               |                                                                                         |
| Laos                             | non                     |                           |                                   | x                                 |                                   |                               |                                                                                         |
| Lesotho                          | L                       |                           |                                   | x                                 |                                   |                               |                                                                                         |
| Lettonie                         | non                     |                           |                                   | x                                 |                                   |                               | x                                                                                       |
| Liban                            | non                     |                           |                                   | x                                 |                                   | x                             |                                                                                         |
| Liberia                          | S                       | S                         |                                   | S                                 |                                   |                               |                                                                                         |
| Libye                            | non                     |                           |                                   | x                                 |                                   |                               |                                                                                         |
| Liechtenstein                    | L                       |                           |                                   | x                                 |                                   |                               |                                                                                         |
| Lituanie                         | non                     | x                         |                                   | x                                 |                                   |                               | x                                                                                       |
| Luxembourg                       | non                     |                           |                                   | x                                 |                                   | x                             | x                                                                                       |
| Macédoine                        | non                     | x                         |                                   | x                                 |                                   | x                             |                                                                                         |
| Madagascar                       | non                     | x                         |                                   | x                                 |                                   |                               |                                                                                         |
| Malaisie                         | S                       |                           | S                                 | S                                 | x                                 |                               |                                                                                         |
| Malawi                           | S                       | S                         |                                   | S                                 |                                   |                               |                                                                                         |
| Maldives                         | non                     | x                         |                                   | x                                 |                                   |                               |                                                                                         |
| Mali                             | non                     | x                         |                                   | x                                 |                                   | x                             |                                                                                         |
| Malte                            | L                       |                           |                                   | x                                 |                                   | x                             | x                                                                                       |
| Maroc                            | non                     |                           |                                   | x                                 |                                   | x                             |                                                                                         |
| Îles Marshall                    | L                       | x                         |                                   | x                                 |                                   |                               |                                                                                         |
| Maurice                          | oui                     |                           |                                   | x                                 |                                   |                               |                                                                                         |
| Mauritanie                       | non                     | x                         |                                   | x                                 |                                   |                               |                                                                                         |
| Mexique                          | S                       | S                         |                                   | S/x                               |                                   |                               |                                                                                         |
| Micronésie                       | non                     |                           |                                   | x                                 |                                   |                               |                                                                                         |
| Moldavie                         | non                     |                           |                                   | x                                 |                                   | x                             |                                                                                         |
| Monaco                           | non                     |                           |                                   | x                                 |                                   |                               |                                                                                         |
| Mongolie                         | non                     | x                         |                                   | x                                 |                                   |                               |                                                                                         |
| Monténégro                       | non                     | x                         |                                   | x                                 |                                   |                               |                                                                                         |
| Mozambique                       | S                       | S                         |                                   | S                                 | S                                 |                               |                                                                                         |
| Namibie                          | S                       | S                         |                                   | S                                 |                                   |                               |                                                                                         |
| Nauru                            | non                     |                           |                                   | x                                 |                                   |                               |                                                                                         |
| Népal                            | non                     | x                         |                                   | x                                 |                                   |                               |                                                                                         |
| Nicaragua                        | S                       | S                         |                                   | S                                 |                                   |                               |                                                                                         |
| Niger                            | non                     | x                         |                                   | x                                 |                                   |                               |                                                                                         |
| Nigéria                          | S                       | S                         | S                                 | S                                 |                                   |                               |                                                                                         |
| Niue                             | non                     |                           |                                   | x                                 |                                   |                               |                                                                                         |
| Norvège                          | non                     |                           |                                   | x                                 |                                   | x                             |                                                                                         |
| Nouvelle-Zélande                 | L                       |                           |                                   | x                                 |                                   | x                             |                                                                                         |
| Oman                             | L                       |                           |                                   | x                                 |                                   |                               |                                                                                         |
| Ouganda                          | S                       | S                         |                                   | S                                 |                                   |                               |                                                                                         |
| Ouzbékistan                      | non                     | x                         |                                   | x                                 |                                   |                               |                                                                                         |
| Pakistan                         | L                       |                           | x                                 | x                                 | x                                 |                               |                                                                                         |
| Palaos                           | S                       | S                         |                                   | S                                 |                                   |                               |                                                                                         |
| État de Palestine                | non                     | x                         |                                   | x                                 |                                   | x                             |                                                                                         |
| Panama                           | S                       | S                         |                                   | S                                 |                                   |                               | S                                                                                       |
| Papouasie-Nouvelle-Guinée        | L                       |                           |                                   | x                                 |                                   |                               |                                                                                         |
| Paraguay                         | L                       |                           |                                   | x                                 |                                   |                               |                                                                                         |
| Pays-Bas                         | non                     |                           |                                   | x                                 | x                                 |                               | x                                                                                       |
| Pérou                            | S                       | S                         |                                   | S                                 |                                   |                               | S                                                                                       |
| Philippines                      | S                       | S                         | S                                 | S                                 | S                                 | S                             |                                                                                         |
| Pologne                          | non                     | x                         |                                   | x                                 |                                   | x                             | x                                                                                       |
| Portugal                         | non                     | x                         |                                   | x                                 |                                   | x                             | x                                                                                       |
| Qatar                            | non                     |                           |                                   |                                   |                                   | x                             |                                                                                         |
| Roumanie                         | non                     | x                         |                                   | x                                 | x                                 | x                             | x                                                                                       |
| Royaume-Uni                      | L                       |                           |                                   | x                                 |                                   | x                             | x                                                                                       |
| Russie                           | non                     |                           |                                   | x                                 |                                   | x                             |                                                                                         |
| Rwanda                           | non                     | x                         |                                   | x                                 |                                   |                               |                                                                                         |
| Saint-Christophe-et-Niévès       | L                       |                           |                                   | x                                 |                                   |                               |                                                                                         |
| Sainte-Lucie                     | L                       |                           |                                   | x                                 |                                   |                               |                                                                                         |
| Saint-Marin                      | non                     |                           |                                   | x                                 |                                   |                               |                                                                                         |
| Saint-Vincent-et-les Grenadines  | L                       |                           |                                   | x                                 |                                   |                               |                                                                                         |
| Îles Salomon                     | L                       |                           |                                   | x                                 |                                   |                               |                                                                                         |
| Salvador                         | non                     | x                         |                                   | x                                 |                                   |                               |                                                                                         |
| Samoa                            | L                       |                           |                                   | x                                 |                                   |                               |                                                                                         |
| Sao Tomé-et-Principe             | non                     | x                         |                                   | x                                 |                                   |                               |                                                                                         |
| Sénégal                          | non                     | x                         |                                   | x                                 |                                   |                               |                                                                                         |
| Serbie                           | S                       | S                         |                                   | S                                 | S                                 | S                             |                                                                                         |
| Seychelles                       | non                     | x                         |                                   | x                                 |                                   |                               |                                                                                         |
| Sierra Leone                     | S                       | S                         |                                   | S                                 |                                   |                               |                                                                                         |
| Singapour                        | S                       | S                         |                                   | S                                 |                                   |                               |                                                                                         |
| Slovaquie                        | non                     | x                         |                                   | x                                 | x                                 | x                             | x                                                                                       |
| Slovénie                         | non                     | x                         |                                   | x                                 |                                   |                               | x                                                                                       |
| Somalie                          | non                     | x                         |                                   | x                                 |                                   |                               |                                                                                         |
| Soudan                           | S                       | S                         |                                   | S                                 |                                   |                               |                                                                                         |
| Soudan du Sud                    | S                       | S                         |                                   | S                                 |                                   |                               |                                                                                         |
| Sri Lanka                        | non                     | x                         |                                   | x                                 | x                                 | x                             |                                                                                         |
| Suède                            | non                     |                           |                                   | x                                 |                                   |                               | x                                                                                       |
| Suisse                           | non                     |                           |                                   | x                                 |                                   |                               |                                                                                         |
| Suriname                         | non                     |                           |                                   | x                                 |                                   |                               |                                                                                         |
| Swaziland                        | L                       |                           |                                   | x                                 |                                   |                               |                                                                                         |
| Syrie                            | non                     | x                         |                                   | x                                 |                                   |                               |                                                                                         |
| Tadjikistan                      | non                     | x                         |                                   | x                                 |                                   |                               |                                                                                         |
| Tanzanie                         | S                       | S                         |                                   | S                                 |                                   |                               |                                                                                         |
| Tchad                            | non                     | x                         |                                   | x                                 | x                                 | x                             |                                                                                         |
| République tchèque               | non                     | x                         | x                                 | x                                 | x                                 | x                             | x                                                                                       |
| Thaïlande                        | L                       |                           | x                                 | x                                 |                                   |                               |                                                                                         |
| Timor oriental                   | non                     | x                         |                                   | x                                 |                                   |                               |                                                                                         |
| Togo                             | non                     | x                         |                                   | x                                 |                                   |                               |                                                                                         |
| Tonga                            | L                       |                           |                                   | x                                 |                                   |                               |                                                                                         |
| Trinité-et-Tobago                | L                       |                           |                                   | x                                 |                                   | x                             |                                                                                         |
| Tunisie                          | non                     | x                         | x                                 | x                                 |                                   |                               |                                                                                         |
| Turkménistan                     | non                     | x                         |                                   | x                                 |                                   |                               |                                                                                         |
| Turquie                          | S                       | S                         |                                   | x                                 |                                   | x                             |                                                                                         |
| Tuvalu                           | L                       |                           |                                   | x                                 |                                   |                               |                                                                                         |
| Ukraine                          | non                     | x                         |                                   | x                                 |                                   |                               |                                                                                         |
| Uruguay                          | S                       | S                         |                                   | S                                 |                                   | x                             |                                                                                         |
| Vanuatu                          | L                       |                           |                                   | x                                 |                                   |                               |                                                                                         |
| Vatican                          | néant                   |                           |                                   |                                   |                                   |                               |                                                                                         |
| Venezuela                        | non                     | x                         |                                   | x                                 |                                   | x                             |                                                                                         |
| Viêt Nam                         | non                     |                           |                                   | x                                 |                                   |                               |                                                                                         |
| Yémen                            | non                     | x                         |                                   | x                                 |                                   |                               |                                                                                         |
| Zambie                           | S                       | S                         |                                   | S                                 |                                   |                               |                                                                                         |
| Zimbabwe                         | S                       | G                         |                                   | G                                 |                                   |                               |                                                                                         |